# Latifa Lakhdar
Latifa Lakhdar Ghoul (en árabe: لطيفة لخضر‎), (Zarzis, 1 de febrero de 1956) es una historiadora, profesora, escritora, militante feminista y política tunecina. Asumió la vicepresidencia de la Alta Instancia para la Realización de los Objetivos de la Revolución, la Reforma Política y la Transición Democrática creada en 2011 como primer paso para el cambio político tras la revolución tunecina. Fue Ministra de Cultura y Protección del Patrimonio desde febrero de 2015 hasta enero de 2016. En 1989 fue miembro fundadora de la Asociación de Mujeres Democráticas de Túnez. Ha realizado numerosas publicaciones académicas sobre la historia religiosa islámica y sobre derechos de las mujeres y ciudadanía.

## Biografía
Latifa Lakhdar fue profesora de historia contemporánea en el Instituto Superior de Civilización Islámica de la Universidad de Zitouna (1991 - 2000) y posteriormente en la Facultad de Ciencias Humanas y Sociales de Túnez (2000 - 2015).
Militante de izquierda desde los años 70, participó además en el círculo de reflexión y debate feminista en el seno del Club Tahar Haddad de donde surgió la Asociación de Mujeres Democráticas de Túnez constituida legalmente en 1989 y de la que Lakhdar fue miembro fundadora. También pertenece a la Asociación de Mujeres Tunecinas para la Investigación y al Desarrollo.
Participó en la revolución tunecina que provocó la caída del dictador Ben Alí y en 2011 fue elegida vicepresidenta de la Alta Instancia para la Realización de los Objetivos de la Revolución, la Reforma Política y la Transición Democrática.
En febrero de 2015 fue nombrada Ministra de Cultura y Protección del Patrimonio, como independiente, en el gobierno de Habib Essid. Dejó su cargo el 12 de enero de 2016.
En diciembre de 2020 publica "Une révolutión et son contraire" (Ediciones Nirvana) sobre el peso del islam en las democracias árabes que están naciendo y las incertidumbres y obstrucciones que continúan acompañando el proceso democrático en Túnez.
Colabora con artículos y análisis en el periódico «Ettariq el Jadid» à quoi ? y es miembro del consejo de redacción del periódico Le Maghreb.

## Pensamiento
Latifa Lakhdar considera que hay aspectos relativos a la religión que son constructos culturales y por tanto criticables y modificables.
Considera que la laicidad es un momento constitutivo de la modernidad y en Las mujeres frente a la ortodoxia islámica la define, siguiendo a Mohamed Arkoun, como «una postura filosófica y epistemológica fundada en el respeto a la libertad de pensamiento, la pasión del descubrimiento y la preocupación por devolverle al conocimiento sus derechos», premisas que ya se encuentran en los filósofos musulmanes de la edad clásica.
Sobre la relación hombre-mujer en el ámbito islámico Lakhdar cree que se trata de uno de los polos de resistencia al tiempo y a cualquier cambio por mínimo que sea. En realidad, a pesar de los debates y de los cambios que desde su fundación se han producido en el Islam, lo único inamovible es la unanimidad masculina sobre el destino de las mujeres, y su estatuto uno de los elementos más resistentes a la modernidad denuncia en su libro Femmes au miroir de orthodoxie islamique (2007)
«Las mujeres, tras el establecimiento y la consagración histórica del sistema patriarcal, son las grandes vencidas de la historia y, por tanto, de la religión, porque los hombres han acaparado el fenómeno religioso y lo han instrumentalizado según el principio de preeminencia que les ha concedido la historia para someter a las mujeres», apunta Lakhdar. Y de ese desequilibrio de fuerzas, recuerda, ni siquiera se libran «las sociedades occidentales democráticas y liberales», donde persisten «bolsas de resistencia a la emancipación femenina». ¿Un caso concreto? "La polémica por el derecho al aborto".

## Premios y reconocimientos
- El 12 de febrero de 2016 fue condecorada por el presidente Béji Caïd Essebsi con la insignia de comendador de la Orden de la República.[9][10]

## Publicaciones

### Libros
- 1994 : L'islam confrérique et la question nationale dans la Tunisie coloniale
- 2002 : La femme selon al-Ijma
- 2007 : Les femmes au miroir de l’orthodoxie islamique
- 2013 : De quoi demain sera-t-il fait ?
- 2020: Une révolution et son contraire Ediciones Nirvana

### Artículos

#### en español
- Voces mediterráneas: un espacio de lucha y esperanza; 2008
- Las "Primaveras árabes" y las mujeres: riesgos y esperanzas. Debats,  0212-0585,  2530-3074, N.º 117, 2012 (Ejemplar dedicado a: Las revueltas árabes), págs. 70-77

- Las mujeres frente a la ortodoxia islámica, en el libro Hacia una democracia laica: Voces de mujeres musulmanas / coord. por Josefina Bueno Alonso, 2012,  978-84-7290-575-7, págs. 159-187
- El mundo árabo-musulmán y su mañana. Debats,  0212-0585,  2530-3074, N.º 125, 2014 (Ejemplar dedicado a: El hecho religioso), págs. 77-83